# Târgu Frumos
Târgu Frumos (ungarisch Szépvásár, deutsch etwa „Schöner Markt“) ist eine Kleinstadt im Kreis Iași in der Westmoldau in Rumänien.

## Lage
Târgu Frumos liegt im Südwesten der Moldauebene (Câmpia Moldovei). Die Kreishauptstadt Iași befindet sich etwa 45 km östlich von Târgu Frumos entfernt.

## Geschichte
Der Ort wurde vermutlich zwischen den Jahren 1433 und 1444 als Marktplatz gegründet. Die erste urkundliche Erwähnung erfolgte 1448. Ende des 15. Jahrhunderts war die Stadt vorübergehend eine Residenz von Ștefan cel Mare, des Fürsten der Moldau. Die Entwicklung der Siedlung wurde begünstigt durch die Lage an Handelsstraßen in Richtung Iași, Pașcani, Botoșani und Bacău. Die Türkeninvasion 1512 und Einfälle polnischer Truppen Ende des 17. Jahrhunderts beendeten den Aufstieg der Stadt. Ab der zweiten Hälfte des 18. Jahrhunderts nahm die Bedeutung der Stadt als Handelsplatz wieder zu. 1870 wurde die Bahnlinie von Iași nach Pașcani, die durch Târgu Frumos führt, in Betrieb genommen; einige kleinere Industriebetriebe siedelten sich an. Im April und Mai 1944 war die Umgebung der Stadt Schauplatz schwerer Kampfhandlungen zwischen der Roten Armee und der deutschen Wehrmacht. Nach 1945 wurden einige Textil- und Lebensmittelbetriebe in der Stadt angesiedelt. Des Weiteren spielen heute die Landwirtschaft und der Tourismus eine Rolle.

## Bevölkerung

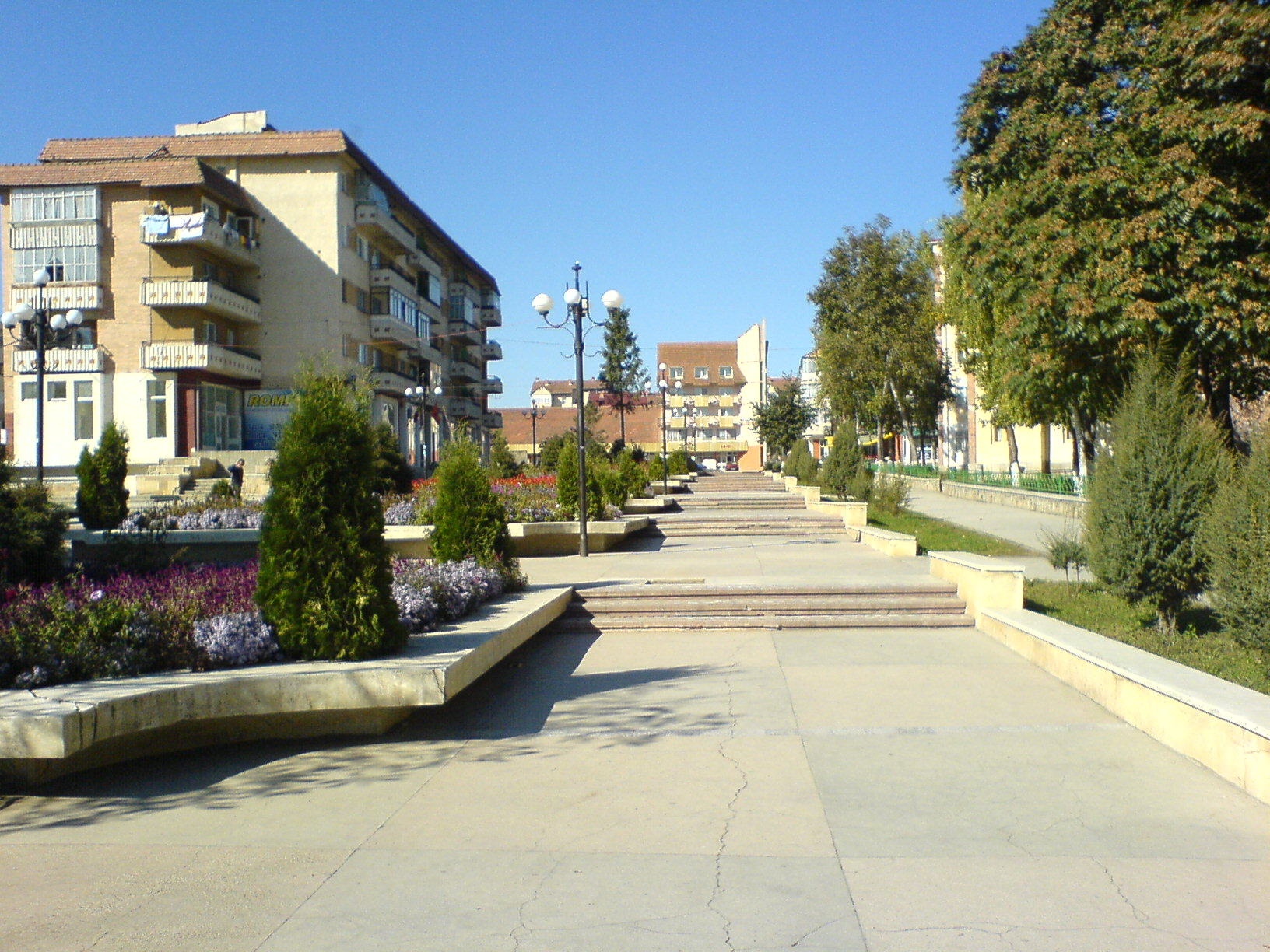
Târgu Frumos

1900 wurden in Târgu Frumos 4654 Einwohner registriert. Bei der Volkszählung 2002 lebten in der Stadt 13.573 Personen, darunter 11.461 Rumänen, 1159 Russen bzw. Lipowaner und 917 Roma.

## Verkehr
An der Bahnstrecke Pașcani–Iași besitzt Târgu Frumos einen Bahnhof, an dem auch Schnellzüge halten. Durch die Stadt verläuft die Nationalstraße 28 die hier Teil der Europastraße 58 ist. Es bestehen regelmäßige Busverbindungen nach Iași und in die Gemeinde Balș.

## Sehenswürdigkeiten
- Kirche Sfânta Paraschiva (16. Jahrhundert)
- Archäologische Grabungsstätte Baza Pătule mit Funden aus der Kupfersteinzeit

## Persönlichkeiten
- Garabet Ibrăileanu (1871–1936), Literat[6]
- Gabriela Crețu (* 1965), Mitglied des Europäischen Parlaments (Januar 2007 bis Juli 2009)